# Thomas Douglas Forsyth
Pour les articles homonymes, voir Forsyth.
Thomas Douglas Forsyth, né le 7 octobre 1827 à Birkenhead et mort le 17 décembre 1886 à Eastbourne, est un diplomate et explorateur britannique.

## Biographie
Après des études à la Sherborne School, il entre en 1847 dans la Compagnie britannique des Indes orientales, incorpore en 1848 le service civil du Bengale et devient, l'année suivante, assistant-commissaire à Shimla. Il occupe les mêmes fonctions à Kangra (1850-1854) et est nommé vice-commissaire d’État. Il doit alors gérer les événements liés à la révolte des Sikhs (1857).
Promu Commissaire du district d'Ambala (1855-1860) et du Penjab (1860-1872), il visite Leh en 1867 pour y obtenir des traités commerciaux entre le Turkestan oriental et le Penjab. Il effectue aussi une mission à Yarkand (1871), explore le Karakorum et, à Kachgar, signe des traités d'échanges avec l’Émir (1874).
En 1875, il gagne la Birmanie avec mission d'y régler un différend politique entre le gouvernement britannique et le roi sur le sujet de l'État Karen.
Démissionnant en 1876 de l'administration, il s'investit dans le développement des chemins de fer en Inde.
Il est mentionné par Jules Verne dans le chapitre XV de son roman Claudius Bombarnac mais, dans ce même chapitre, l'auteur confond son deuxième prénom, Douglas, avec un autre explorateur.
Une espèce de sauriens, Phrynocephalus forsythii, a été nommée en son honneur en 1872.

## Publications
- Mission to Yarkand, 1871
- Report of a Mission to Yarkand, 1875
- Autobiography and Reminiscences of Sir Douglas Forsyth, C.B., K.C.S.I., F.R.G.S, Londres: Richard Bentley and Son, 1887